# Dhungrekhola
Dhungrekhola (en népalais : ढुंग्रेखोला) est un comité de développement villageois du Népal situé dans le district de Sarlahi. Au recensement de 2011, il comptait 13 500 habitants.